# Weinheim
Weinheim (Bản mẫu:Lang-pfl) là một thị trấn  ở phía tây bắc Baden-Württemberg, Đức. Nơi đây nằm trong vùng đô thị Rhine-Neckar, cách Heidelberg khoảng 15 km (9 mi) phía bắc và cách Mannheim 10 km (6 mi) phía đông bắc.

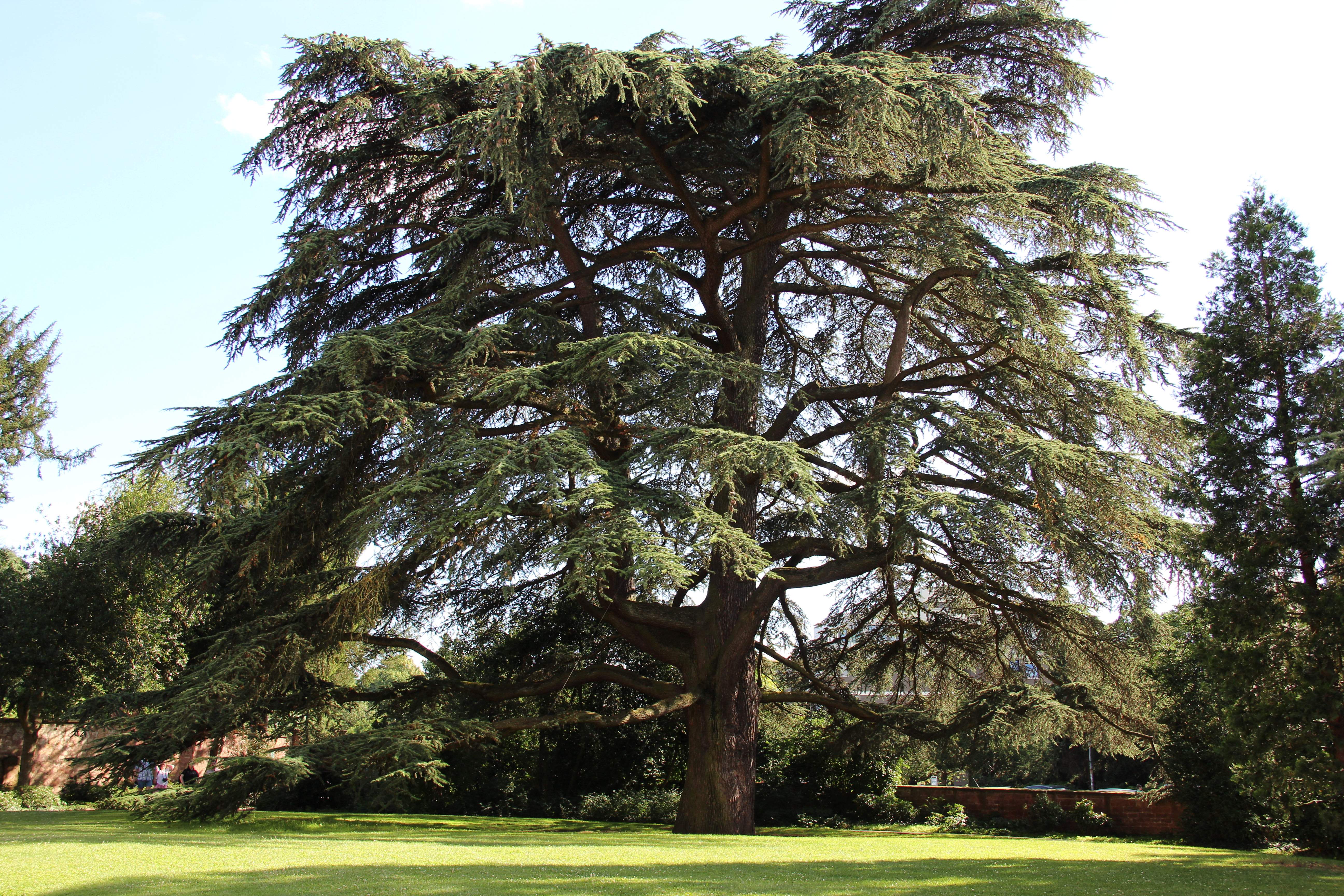
Cây tuyết tùng Lebanon ở Schlosspark